# Hephzibah
Hephzibah es un pueblo ubicado en el condado de Richmond en el estado estadounidense de Georgia. En el censo de 2000, su población era de 3.880.

## Demografía
En el 2000 la renta per cápita promedia del hogar era de $37,123, y el ingreso promedio para una familia era de $42,898. El ingreso per cápita para la localidad era de $15,905. Los hombres tenían un ingreso per cápita de $32,917 contra $22,841 para las mujeres.

## Geografía
Hephzibah se encuentra ubicado en las coordenadas 33°18′15″N 82°5′53″O / 33.30417, -82.09806 (33.304126, -82.097923).
Según la Oficina del Censo, la localidad tiene un área total de 50,3 km² (19,4 mi²), de la cual 50,1 km² (19,3 mi²) es tierra y 0,2 km² (0 mi²) (0.10%) es agua.